# Wilhelm Richter (Polizeipräsident)
Wilhelm Richter (* 10. Dezember 1881 in Charlottenburg; † 4. Mai 1976 in Berlin) war ein deutscher Kommunalpolitiker (SPD) und von 1920 bis 1925 Polizeipräsident in Berlin.

## Leben
Der gelernte Feinmechaniker Richter wurde 1904 Mitglied der SPD und 1911 Stadtverordneter in der damals noch selbstständigen Stadt Charlottenburg bei Berlin. Ab November 1918 wurde er als Volkskommissar für das Sicherheitswesen beauftragt, was auch die Kontrolle der Charlottenburger Polizei beinhaltete. Wenige Wochen danach war er als Polizeipräsident von Charlottenburg bis 1919 tätig. 1919 wurde Richter stellvertretender Polizeipräsident von Berlin und ab 1920 kommissarischer Polizeipräsident in Groß-Berlin sowie von 1920 bis 1925 Polizeipräsident in Berlin.
Nach dem gescheiterten Kapp-Putsch im März 1920 wurde der Berliner Polizeipräsident Eugen Ernst in seinem Amt im gleichen Jahr von Wilhelm Richter abgelöst. Zuvor hatte Carl Severing (SPD) im März das Amt des preußischen Innenministers übernommen. Als neuer Polizeipräsident betrieb der Sozialdemokrat Richter, der zuvor seit 1918 als Polizeipräsident von Charlottenburg amtierte, energisch die Neuorientierung der Berliner Polizei unter republikanisch-demokratischen Gesichtspunkten.
Im Sommer 1920 beklagte sich Richter in einem Schreiben an das preußische Innenministerium über eine angebliche „Ostjudenplage“, die Berlin „höchst gefährliche Ausländer“ beschere. Die im Berliner Scheunenviertel lebenden Juden bezeichnete er als „ausländische Parasiten“ mit „bolschewistischen Anschauungen“, die in Gefängnislagern untergebracht oder „richtiger gesagt unschädlich gemacht“ werden müssten. Dem Schreiben folgte eine von Richter angeordnete Großrazzia im Scheunenviertel, bei der rund 300 jüdische Männer, Frauen und Kinder von der Polizei aufgegriffen und in einem „Judenlager“ bei Zossen interniert wurden.
1925 wurde er als Polizeipräsident abberufen, weil er, ebenso wie sein Vizepräsident Moll, auf peinliche, wenn auch nicht gravierende Weise in den damaligen Skandal um das Brüderpaar Barmat verwickelt war.
Zuvor hatte ihm unter anderen auch Kurt Tucholsky in einem satirischen Artikel den Rücktritt nahegelegt.